# Ferrovia dell'aeroporto di Zurigo
La ferrovia dell'aeroporto di Zurigo è una linea ferroviaria a scartamento normale della Svizzera.

## Storia
A seguito dell'apertura dell'aeroporto di Zurigo, avvenuta il 9 aprile 1953, si ebbe un fortissimo incremento del traffico, triplicato dal 1960. Si rese quindi necessario un collegamento diretto su rotaia con la rete ferroviaria (sino ad allora esisteva unicamente un'autolinea della VBZ tra l'aerostazione e la stazione centrale di Zurigo).
Nell'agosto 1969 vennero stesi i primi progetti; approvato nel 1970 dal consiglio di amministrazione delle FFS il progetto, l'anno successivo iniziarono i primi lavori per la stazione dell'aeroporto, con la posa dei binari iniziata nel settembre 1977 (nell'aprile di quello stesso anno era stato completato lo scavo della galleria dell'Hagenholz).
La linea venne inaugurata il 29 maggio 1980, entrando in servizio regolare il successivo 1º giugno.

## Caratteristiche
La tratta, a scartamento normale, è lunga 15,66 km, è elettrificata a corrente alternata monofase con la tensione di 15.000 V alla frequenza di 16,7 Hz; la pendenza massima è del 12 per mille. È interamente a doppio binario.

### Percorso
| Continuation backward |

| Station on track |

| Unknown route-map component "CONTgq" | Unknown route-map component "ABZgr" |  |  |  |

| Unknown route-map component "ABZgl" | Unknown route-map component "ABZq+lr" | Unknown route-map component "CONTfq" |

| Unknown route-map component "ABZgl" | Unknown route-map component "KRZo" | Unknown route-map component "CONTfq" |

| Unknown route-map component "ABZgl" | Unknown route-map component "ABZg+r" |  |

| Unknown route-map component "tSTRa" | Unknown route-map component "tSTRa" |  |

| Unknown route-map component "tSTR" | Unknown route-map component "tBHF" |  |

| Unknown route-map component "tSTRe" | Unknown route-map component "tSTRe" |  |

| Unknown route-map component "STR2u" | Unknown route-map component "STR3" |  |

| Unknown route-map component "STR+1" | Unknown route-map component "STR+4u" |  |

| Straight track | Unknown route-map component "tSTRa" |  |

| Track change | Unknown route-map component "tSTR" |  |

| Station on track | Unknown route-map component "tSTR" |  |

| Straight track | Unknown route-map component "tBHF" |  |

| Unknown route-map component "STR2" | Unknown route-map component "tSTR3" |  |

| Unknown route-map component "tSTR+1" | Unknown route-map component "STR+4" |  |

| Unknown route-map component "tSTR" | Station on track |  |

| 10,0 |
| 11,3 |

| Unknown route-map component "tSTRe" | Straight track |  |

| Unknown route-map component "STR2u" | Unknown route-map component "ABZg3" |  |

| Unknown route-map component "STR+1" | Unknown route-map component "ABZg+4u" |  |

| Straight track | Unknown route-map component "STR3" |  |

| Unknown route-map component "ABZg+1" | Unknown route-map component "STRc4" |  |

| Unknown route-map component "eABZgl" | Unknown route-map component "exSTR+r" |  |

| Station on track | Unknown route-map component "exBHF" |  |

| One way leftward | Unknown route-map component "xABZg+r" |  |

|  | Unknown route-map component "eABZgl" | Unknown route-map component "exCONTfq" |

| Unknown route-map component "CONTgq" | Unknown route-map component "STR+r" | Straight track |  |  |

| Unknown route-map component "ABZg2" | Unknown route-map component "STR3u" |  |

| Unknown route-map component "ABZg+1u" | Unknown route-map component "STR+4" |  |

| 18,3 |
| 14,8 |

| Unknown route-map component "BS2c1" | Unknown route-map component "BS2+lr" | Unknown route-map component "BS2c4" |  |

| Station on track |

| Continuation forward |

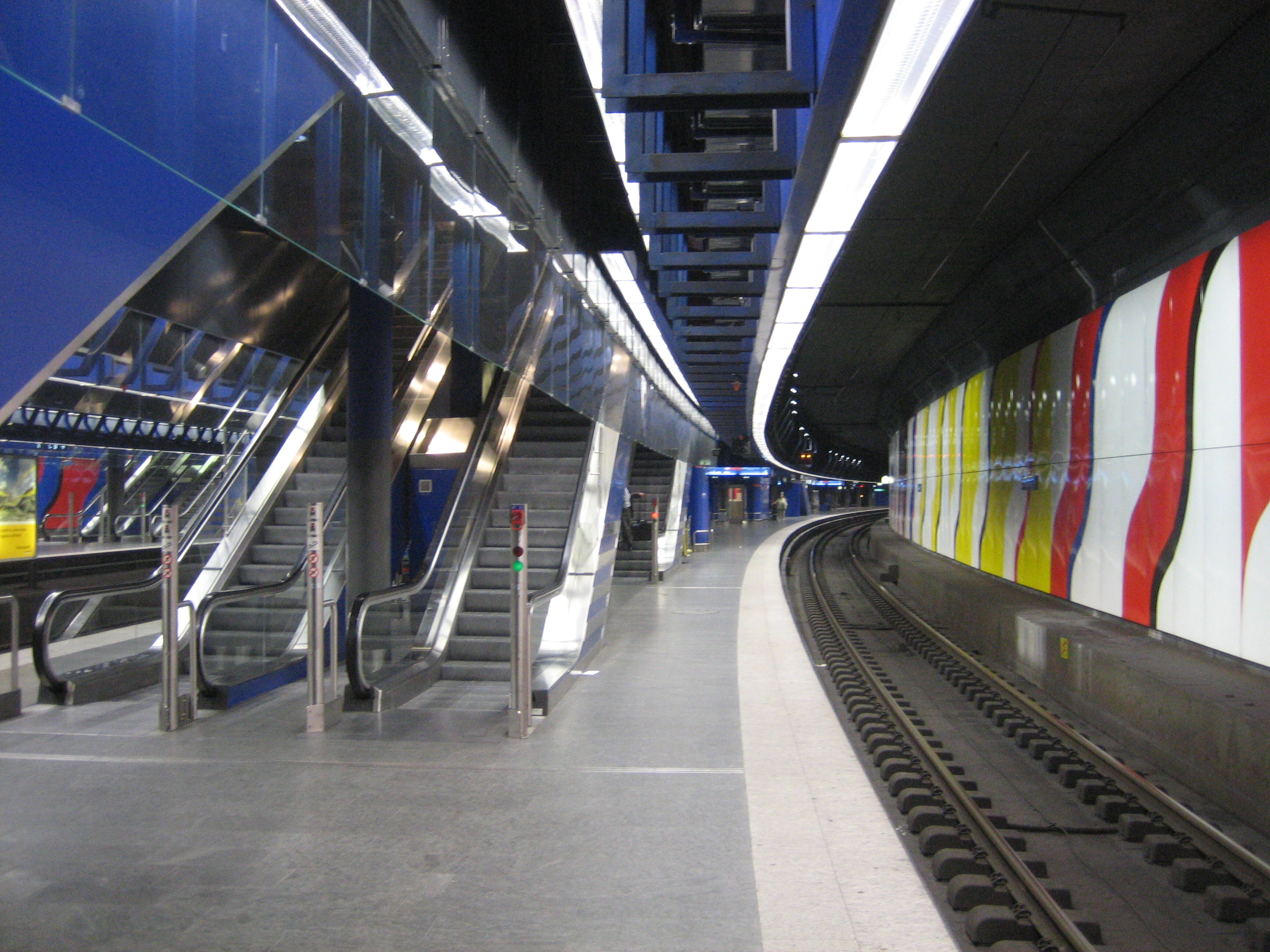
La stazione di Zurigo Aeroporto

La linea si distacca dalla ferrovia Zurigo-Winterthur poco dopo la stazione di Zurigo Oerlikon, e corre parallela alla linea Wettingen-Effretikon fino a Opfikon; sottopassata la Wettingen-Effretikon e il fiume Glatt con una galleria viene quindi raggiunto l'aeroporto, la cui stazione è situata sotto il terminal B. Una seconda galleria collega la stazione dell'aeroporto con il bivio Dorfnest, nel quale la ferrovia si allaccia alla Wettingen-Effretikon, raddoppiata in occasione della costruzione della linea e deviata a sud di Bassersdorf. A Effretikon la ferrovia si riallaccia alla Zurigo-Winterthur.